# Chlemoutsi

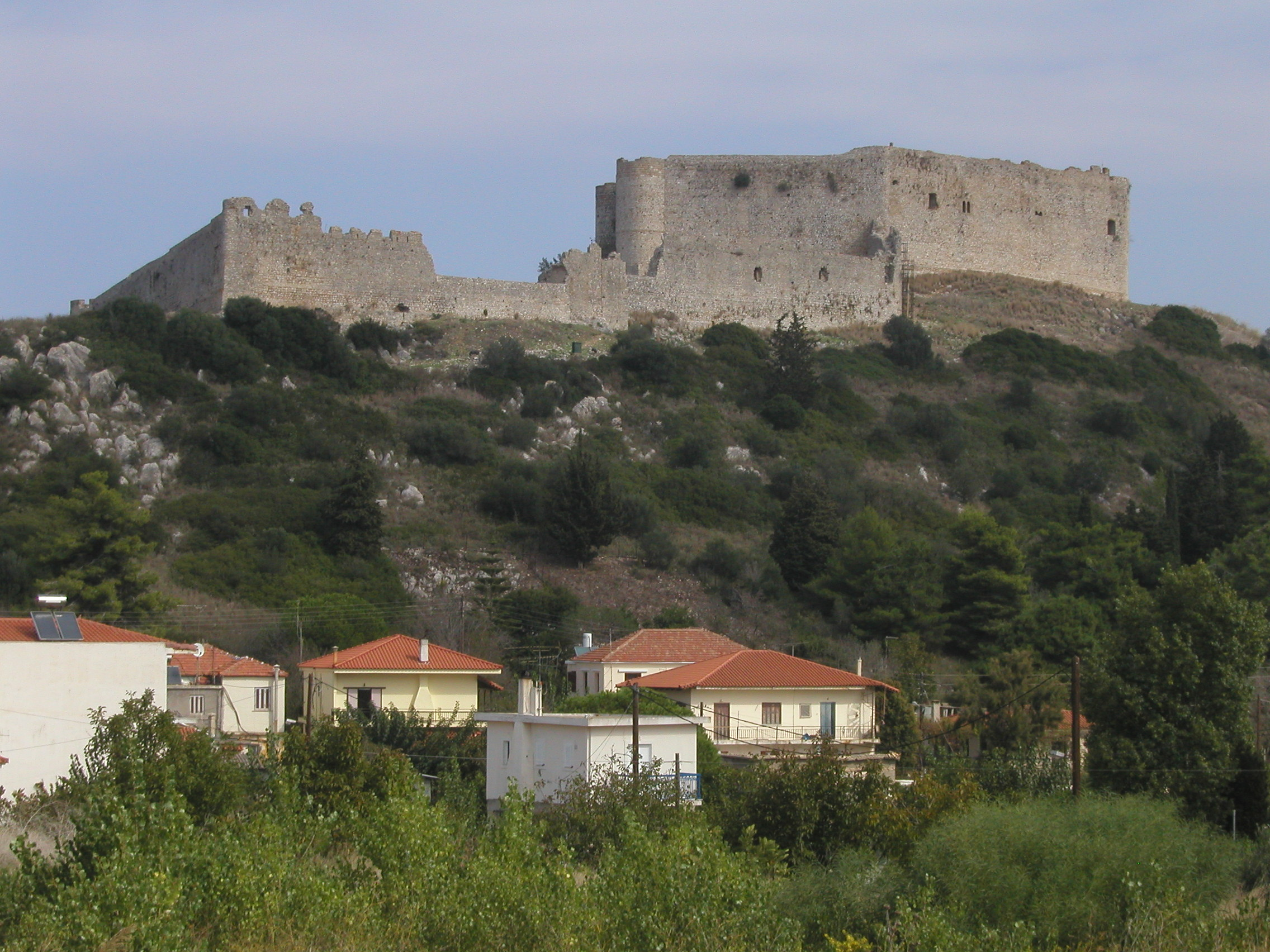
Burg Chlemoutsi

Die Burg Chlemoutsi (griechisch Χλεμούτσι (n. sg.), italienisch Castel Tornese, französisch Clairmont oder Clermont, türkisch Holomuç, dt. auch Chlemutzi) ist eine hochmittelalterliche Kreuzfahrerburg im äußersten Westen der griechischen Halbinsel Peloponnes, in der Präfektur Elis. Die heutige Bezeichnung Kastro Chlemoutsi ist eine gräzisierte Form des slawischen Namens des Berges und bedeutet „kleiner Berg“. Chlemoutsi ist eine der größten und am besten erhaltenen Burgen in Griechenland.

## Lage
Die Burg Chlemoutsi steht in beherrschender Lage auf dem Gipfel eines etwa 250 m hohen Hügels auf der Halbinsel Kyllini in der Nähe der Ortschaft Kastro, 80 km südwestlich von Patras.

## Geschichte
Nachdem die „lateinischen“ Kreuzfahrer im Verlauf des Vierten Kreuzzugs Konstantinopel eroberten hatten, besetzten die französischen Ritter den byzantinischen Peloponnes. 1205 errichteten Wilhelm I. von Champlitte und Gottfried I. von Villehardouin in der Morea das Fürstentum Achaia. Zwischen 1220 und 1230 ließ Gottfried I. von Villehardouin (nach anderen Quellen Gottfried II. von Villehardouin) zur Verteidigung des benachbarten Hafens von Glarentza und von Andrèville, der Hauptstadt des Fürstentums Achaia, aus dem Erlös beschlagnahmter Kirchengüter die Burg Chlemoutsi erbauen.
Am Ende des 13. Jahrhunderts kam die Burg in den Besitz des neapolitanischen Königshauses Anjou. Karl II. ließ hier Margaretha von Villehardouin, die jüngste Tochter des Fürsten Wilhelm II. von Villehardouin, gefangen halten. Ihr wurde vorgeworfen, dass sie mit der Verheiratung ihrer Tochter Isabel de Sabran mit Ferdinand von Mallorca den Anspruch der Katalanischen Kompanie auf das Fürstentum begründet hatte. Margaretha von Villehardouin starb auf Clermont im März 1315.
Im Juni 1315 besetzte Ferdinand von Mallorca für kurze Zeit Clarentza und die Burg Clermont, um die Herrschaftsanspruch seines Sohnes Jakob III. durchzusetzen. Er wurde am 5. Juli 1316 von Ludwig von Burgund, dem Ehemann von Mathilde von Hennegau, der Erbin des Fürstentums Achaia und des Despotats Morea, in der Schlacht besiegt und getötet. Als Ludwig von Burgund im Sommer 1316 starb, war Mathilde auf Burg Clermont für kurze Zeit die Regentin des Fürstentums. Noch im selben Jahr ließ König Robert von Anjou Matilda nach Neapel kommen, verheiratete sie unter Zwang mit seinem Bruder Johann von Durazzo (1294–1336), setzte sie ab und warf sie ins Kastell dell’Ovo.
Zu Beginn des 15. Jahrhunderts kam die Burg in den Besitz von Carlo I. Tocco, dem Pfalzgrafen von Kefalonia und Despoten von Epiros. Im März 1428 heiratete Konstantin XI., der spätere letzte Kaiser des Byzantinischen Reichs, die Nichte des Carlo Tocco und erhielt als Mitgift die Besitzungen der Tocco auf dem Peloponnes. Eine Inschrift am Eingang der Burg besagt, dass Konstantin hier von 1428 bis 1432 als Despot von Morea residierte.

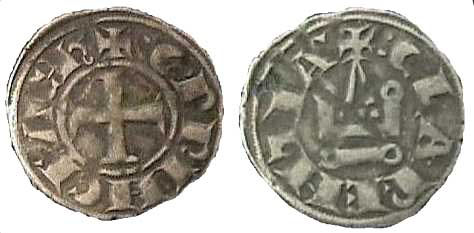
Fürstentum Achaia, Turnose +:G:PRINCEACh, +:CLARENTIA

Nach der Eroberung von Konstantinopel (1453) nahmen die Türken im Jahr 1460 Chlemoutsi ein. Sie führten kleinere bauliche Veränderungen durch, um den effizienteren Einsatz ihrer Artillerie zu gewährleisten. Während der Türkisch-Venezianischen Kriege kam die Burg wiederholt in die Hand der jeweils anderen Seite. Von 1687 bis 1715 hatten die Venezianer Chlemoutsi in ihrem Besitz. In dieser Zeit wurde die Burg Castel Tornese, genannt, in der falschen Annahme, das die Kreuzritter hier die gros tournois mit dem Bild der Basilika Saint-Martin des Martin von Tours und der Inschrift G.PRINCEACh und CLARENTIA geprägt hatten.
Von 1715 bis 1821 waren wieder die Osmanen Herren der Burg, die jedoch ihre strategische Bedeutung durch die Einführung neuer Waffentechniken nach und nach verlor. In der Griechischen Revolution wurde sie am 10. November 1825 von den in die Burg geflohenen Einwohnern gegen die Belagerung durch die Truppen des ägyptischen Generals Ibrahim Pascha verteidigt, der Chlemoutsi einnahm, nachdem seine Kanonen besonders an der Südseite der äußeren Befestigungsmauer große Schäden verursacht hatten. Ibrahim Pascha ließ die Befestigungen teilweise schleifen. Er blieb bis Oktober 1828 auf dem Peloponnes, bis er von den westlichen Mächten zur Kapitulation gezwungen wurde und die Halbinsel Bestandteil des unabhängigen Griechenland wurde.

## Anlage

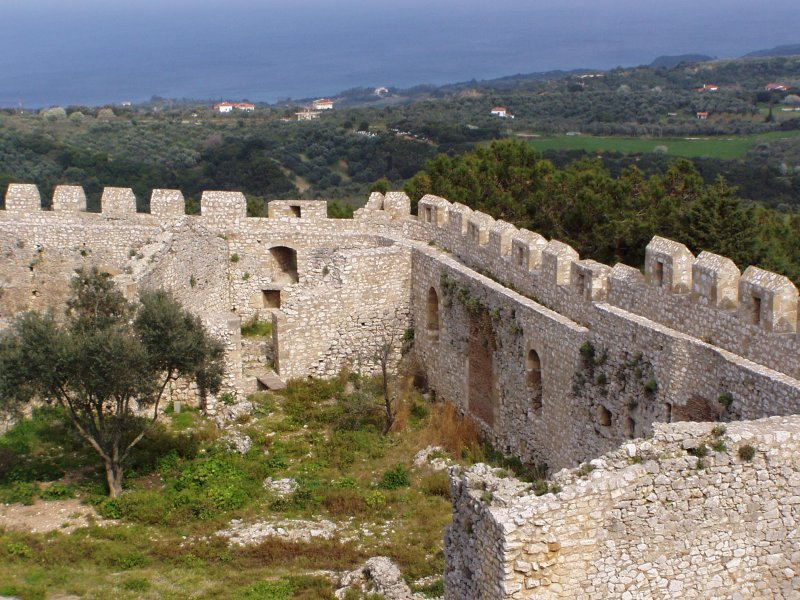
Chlemoutsi – Befestigungsmauern

Auf einem nach allen Seiten stark abfallenden Felsen umschließt eine niedrigere äußere Mauer auf drei Seiten das Gelände der Burg. Innerhalb davon sichert eine zweite hohe Mauer die sechseckige Kernburg, die noch mit dem Dach erhalten ist. Auf der südwestlichen Seite bilden Außen- und Innenring eine gemeinsame Bastion. Der Durchmesser der Anlage beträgt etwa 60 m. Sie war früher durch einen umlaufenden Graben zusätzlich befestigt, der im Nordwesten durch eine hölzerne Zugbrücke überquert werden konnte.
Auf dem Gelände der Vorburg sind noch die Grundmauern von zahlreichen Bauten zu erkennen, deren eine Mauer auf das 13. Jahrhundert datiert werden konnte. Der schmale Wehrgang chemin de ronde ist noch an verschiedenen Stellen der Außenmauer erhalten. Das Mauerwerk besteht vorwiegend aus Bruchsteinmauerwerk aus Kalkstein, gebrannte Mauerziegel wurden nur für einige wenige Bauteile verwendet. Alle Innenräume weisen Fensteröffnungen zum Innenhof auf. Der große Saal im Westen war 70 m lang. Die Haupthalle befindet sich an der südöstlichen Ecke gegenüber dem Eingang. Die polygonale Form des Innenhofes ist auch beim Krak des Chevaliers, beim Château de Boulogne-sur-Mer und in seiner vollkommensten Ausführung beim Castel del Monte zu finden.
Der größte Teil der Burg Chlemoutsi ist in seiner Originalstruktur erhalten. Sie ist ein bedeutendes Beispiel der französischen Festungsbaukunst des 12. Jahrhunderts; deutlich erkennbar ist jedoch auch der Einfluss der byzantinischen Architektur, den man auf die Beteiligung ortsansässiger Handwerker und die Verwendung einheimischer Baumaterialien zurückführen kann.

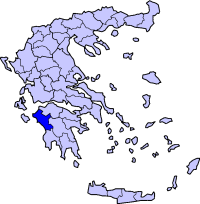
Chlemoutsi auf der Peloponnes in der Präfektur Elis
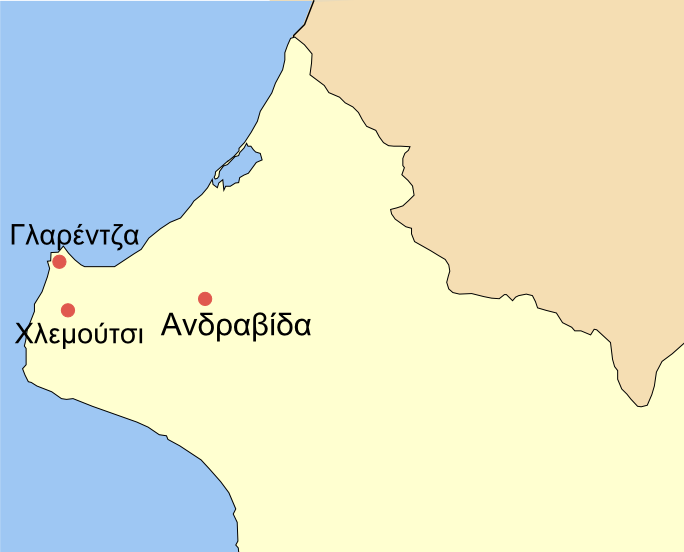
Lage der Burg Chlemoutsi (Χλεμούτσι)
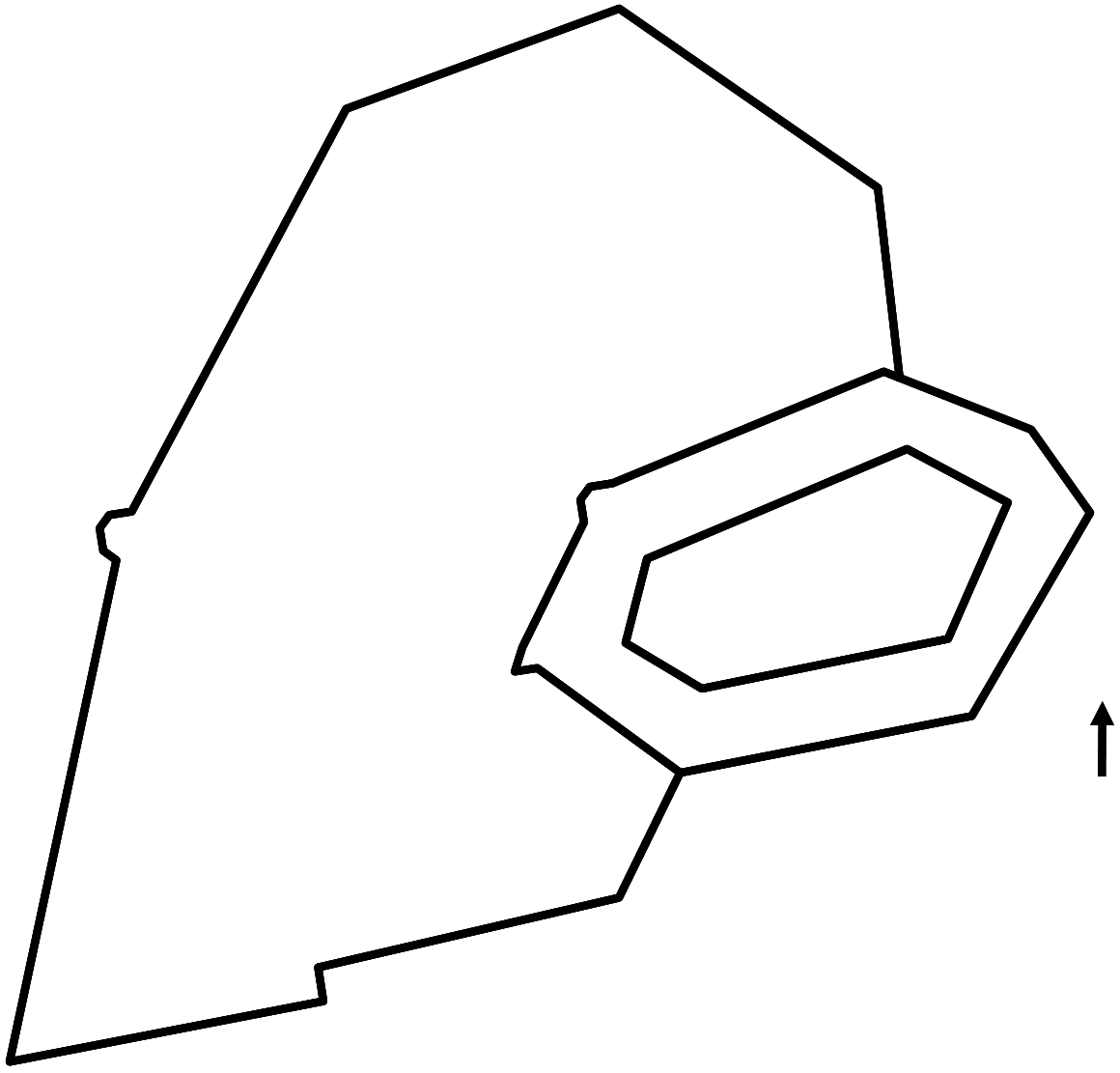
Plan der Burg Chlemoutsi
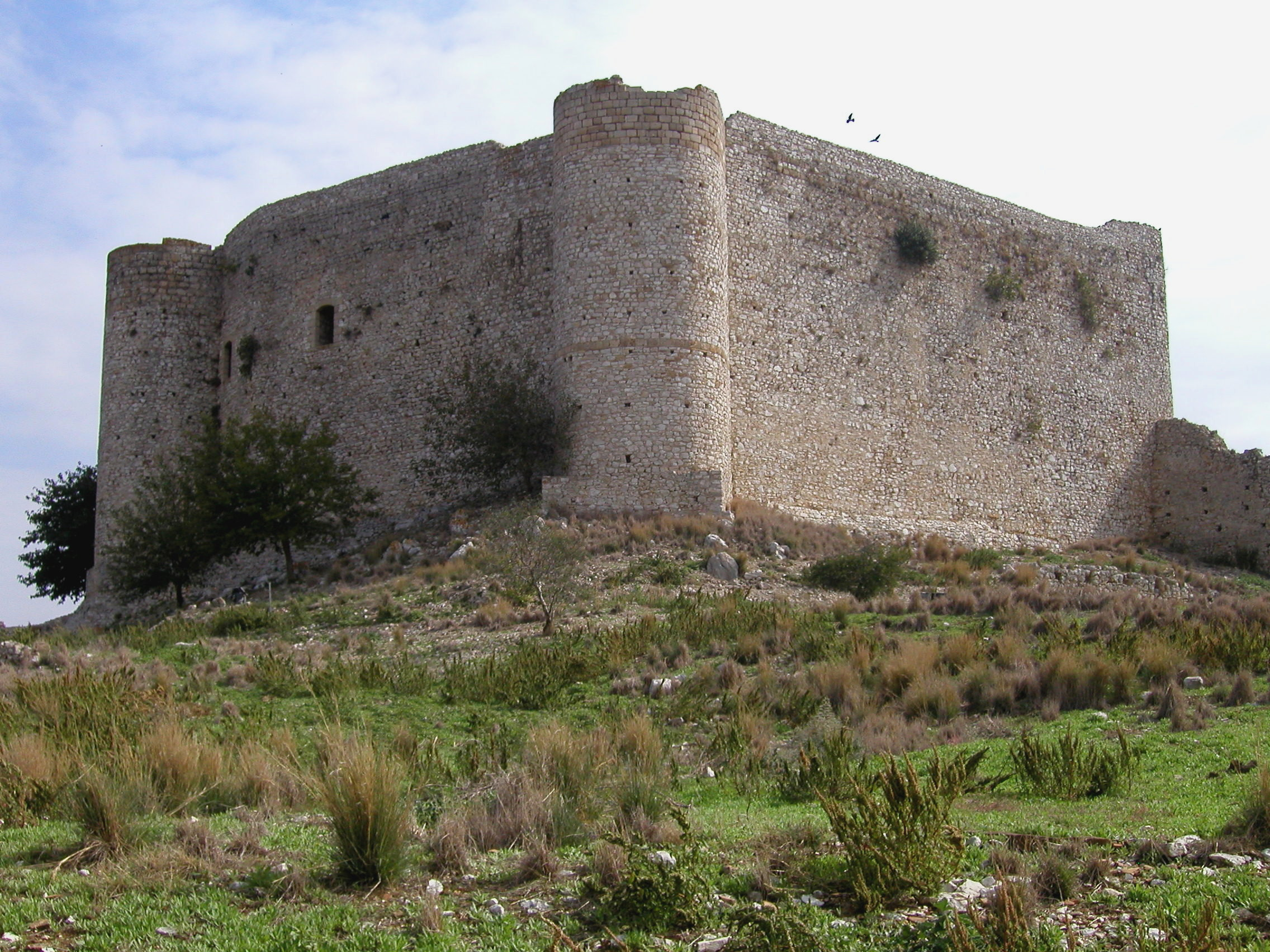
Innerer Burgteil
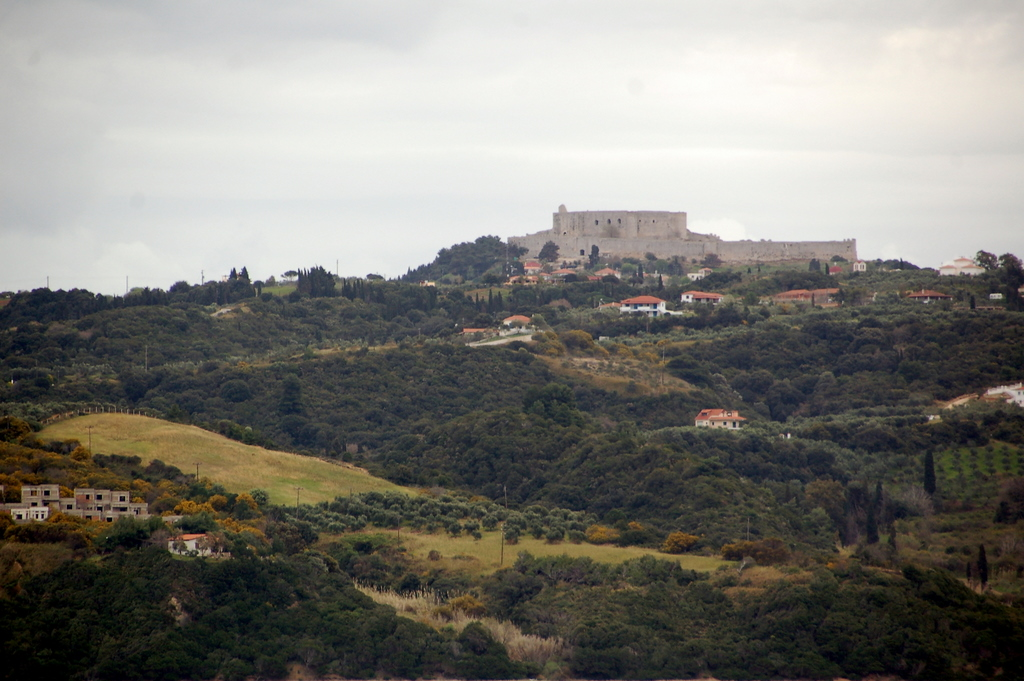
Ansicht der Burg vom Meer
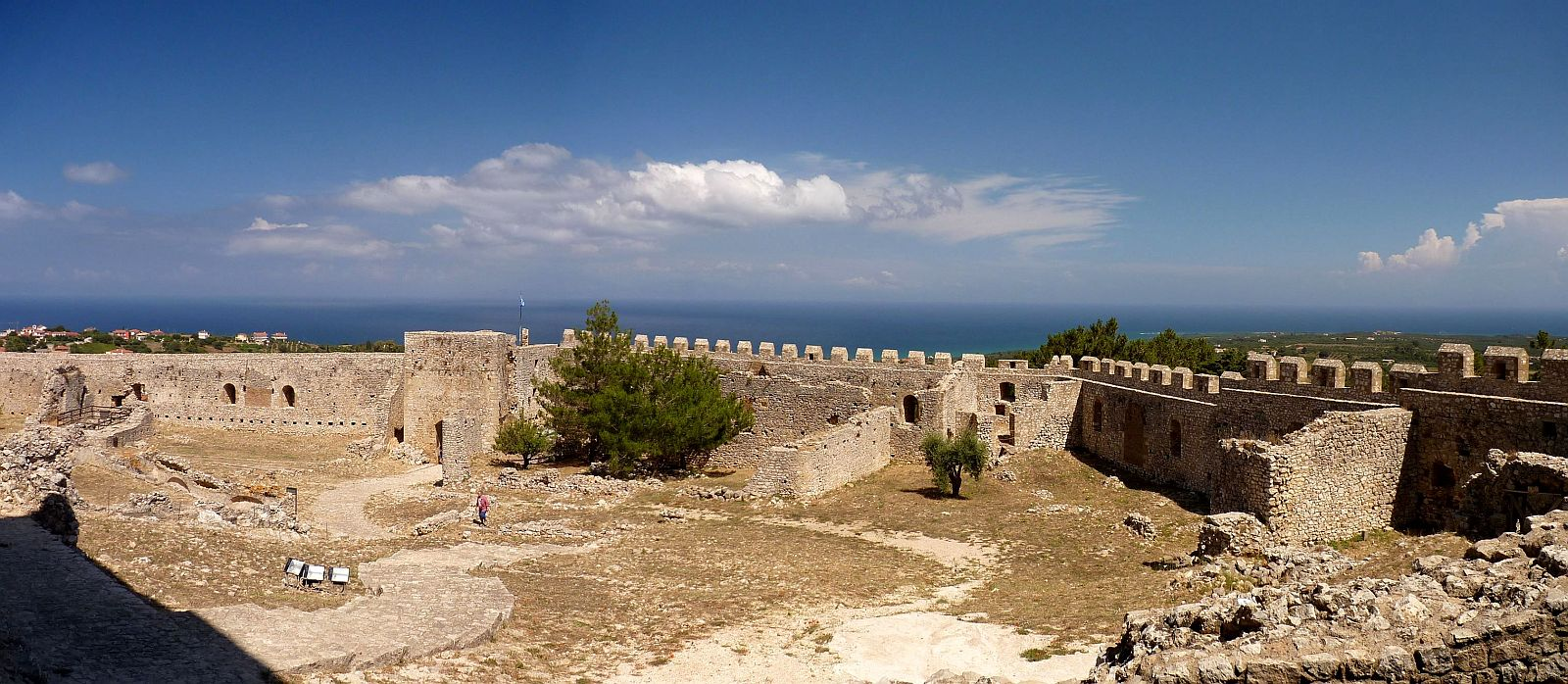
Der Vorhof der Burg mit Blick zum Meer
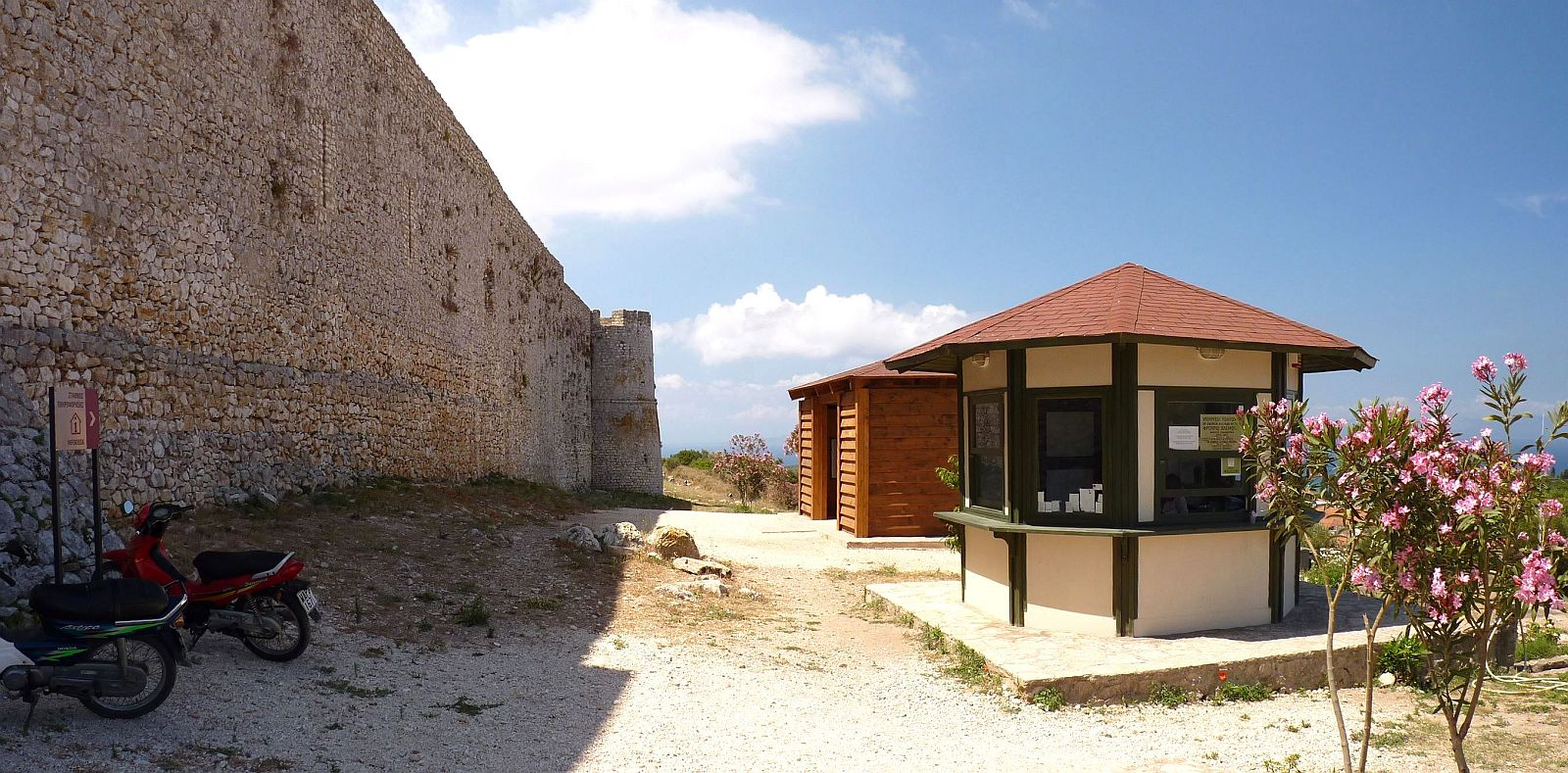
Das Kassenhäuschen der Burg Chlemoutsi
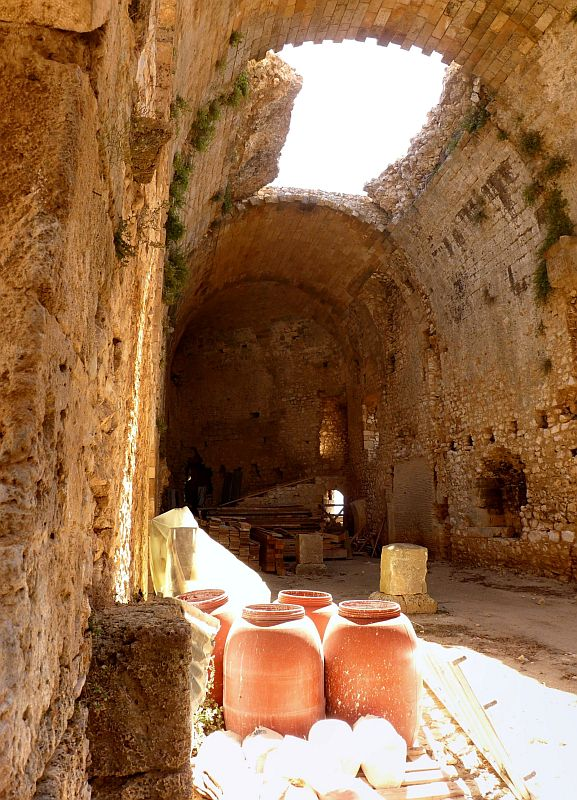
Ein zerstörter Gang in der Burg